# The Gents
The Gents is een Nederlands mannenkoor.

## Ontstaan
Het vocaal ensemble werd opgericht door Peter Dijkstra met voormalige leden van het Roder Jongenskoor dat opgericht werd door zijn vader, Bouwe Dijkstra.
In 2008 werd Dijkstra opgevolgd als dirigent door Béni Csillag, die in 2015 het stokje overdroeg aan Krista Audere. Sinds 1 januari 2018 staat het koor onder leiding van Annemiek van der Ven.

## Repertoire
Het ensemble zingt een repertoire dat loopt van muziek uit de renaissance tot popsongs. Ook worden er werken uitgevoerd die speciaal voor het ensemble werden geschreven.

## Prijzen
- 2003:  Kersjes van de Groenekan Prijs, uitgereikt aan uitzonderlijke talenten in de Nederlandse kamermuziek